# 牧場物語 はじまりの大地
『牧場物語 はじまりの大地』（ぼくじょうものがたり はじまりのだいち）は、マーベラスAQLより2012年2月23日に発売されたニンテンドー3DS用ゲームソフト。マーベラスAQLとしては初の新作パッケージソフトとなった。

## 概要
牧場物語シリーズ初のニンテンドー3DS用ソフト。予約特典として「牧場物語15周年記念 アルパカさん立体ストラップ」が付く。
寂れた小さな町の牧場を両親から与えられた主人公が、牧場と町を発展させていくという内容。
牧場や街のレイアウトを自由に配置したり、主人公の性別・容姿といったキャラクターメイキング（アバター設定）などカスタマイズ要素が強化されている。

## 登場人物

### プレイヤーキャラクター
主人公・男性
自然が大好きで、緑の多いところに牧場を開くという子どもの頃からの夢を叶えるため、村にやってきた男の子。どんなことでもあきらめずにチャレンジしてみる好奇心旺盛な性格をしている。
主人公・女性
元気いっぱいで、動物や作物を育てることが大好きな女の子。牧場主になる夢をかなえるため、この村にやってきた。世話焼きで、人の気持ちになって考えることができるやさしい性格。

### 結婚候補・女性
フェリシア
食べることが大好きで、新しくできた美味しいレストランのうわさを聞きつけてやってきた。作ることには興味はなく、食べることが至福の喜び。どんなに食べても体型が変わることがない。また、味を評価する舌も抜群で、食通の間ではちょっとした有名人。
イロハ
鍛冶師の修行の場を求めて、良い鉱石が採れるかもしれないと思い、この土地へやってきた。まだまだ修行中で、自分が納得できるものが作れないが、壁を乗り越えようと日々努力を続けている。和風系の服を着ている。
ティーナ
「真心こめて新聞配達！」を信条として掲げる新聞会社から派遣されてきた女の子。好奇心が強く、新しいものや噂が大好き。いつも忙しそうに新聞配達に走り回っている。
ミシェル
新しくできた町がにぎわっている噂を聞きつけて、自分のマジックショーを開くためにやって来た。マジックの腕はお墨付きで、誰もがその容姿とマジックのとりこになる。
ユーリ
男装した仕立屋。服のほつれを見ると直したくなる。無口。
魔女さま
隠しキャラクター。謎の金髪美女。

### 結婚候補・男性
アレン
眼鏡をかけた美容師。気が強くワガママな性格だが、仕事には真剣。
ロッド
動物好きで、動物に関する勉強をしているゴーグルを付けた男性。
センゴク
和服を着た男性。元新聞記者で、とある山を追いかけていた時にそこで事件に巻き込まれたことで記者を辞めた。
セルカ
シュミットの執事。礼儀正しく穏やかで謙虚。
ニール
動物屋を営む男性。言葉遣いが乱暴でキツいイメージだが、本当は動物屋を営んでいるがゆえに動物好きで優しい。
シュミット
隠しキャラクター。セルカの主人。自由に生きたいと思っている。

### 町の住人
コサブロウ
釣り屋を営む老人。ハナの夫。言葉遣いは乱暴だが人当たりが良い。釣りの名人で、それが高じて釣り具屋を開いている。
ハナ
雑貨屋を営む老婆。コサブロウの妻。のんびり屋でマイペースな性格。主人公みたいな若者が来てくれたことを喜んでいる。雑貨屋を営んでいる。
ガードナー
旅行会社のオーナー。優しい性格で、赤いバラを持っている。
ヒナ
ガードナーの娘。ポジティブな元気っ子で人当たりが良い。両親のことを誇りに思っており、両親をバカにすると怒る。
カミリア
ガードナーの妻。仕事熱心で、自分にも夫にも厳しいが、仕事以上に家族を大切にしている。
オリビア
喫茶店を経営する異国の女性。自分のことに関してはあまり語らない謎の存在。
ダンヒル
流れ者の男。様々な職を転々としてきたが、結局は流れのままになった。主人公に出会い、主人公ならこの町を豊かにできると感じ、主人公をサポートしようと決めた。
レベッカ
組み立て図屋を営む女性。彫刻家でもある。もの作りだけではなくリサイクルにも興味を持つ。
トニ
レベッカの息子。好奇心旺盛でイタズラっ子。
カモンベール
レストランオーナー兼コック。料理を多く作ってしまううえにそれを残さず食べてしまう癖があり、ふくよかになった。
エマ
ユーリの母。いつも笑顔で温厚な女性。
クローゼ
都会からやって来た医師。厳格な性格なうえに完璧主義者。厳しい口調も患者をことを思ってのこと。
ホッサン
宿屋の経営者。明るくのんびり屋で前向きな性格。将来の夢は小説家。
ナルク
ホッサンの息子。父親に似てのんびり屋で食いしん坊。
サンドラ
物々交換屋を営む老婆。研究好きで、自分の研究を自慢したがる。

### その他
女神さま
主人公をサポートする女神。
ソクラ
女神さまに仕えるコロボックルの男性。アリスの双子の弟。
アリス
女神さまに仕えるコロボックルの女性。ソクラの双子の姉。辛辣な性格でちゃっかりしている。